# Linia kolejowa nr 12
Linia kolejowa nr 12 Skierniewice – Łuków, Towarowa Obwodnica Warszawy – zelektryfikowana, prawie w całości dwutorowa linia kolejowa w środkowo-wschodniej Polsce o długości 161,567 km, łącząca stację Skierniewice ze stacją Łuków pośrodku wschodniej części kraju. Linia, popularnie zwana „S-Ł” lub „esełka”, przebiega przez obszar województwa łódzkiego, województwa mazowieckiego i województwa lubelskiego; jest linią zaliczoną do linii o znaczeniu państwowym i międzynarodowym, należącą do sieci międzynarodowych linii transportu kombinowanego AGTC jako korytarz transportowy linii C-E 20. Wykorzystywana obecnie praktycznie wyłącznie do ruchu towarowego jako południowa obwodnica Warszawskiego Węzła Kolejowego. Linia stanowi kolej obwodową Warszawy przeznaczoną dla kolejowego transportu towarowego.
Plany budowy linii w celu odciążenia Warszawskiego Węzła Kolejowego powstawały w różnych wariantach już w okresie międzywojennym, lecz zrealizowano je dopiero po II wojnie światowej. Linia miała zaspokajać przede wszystkim potrzeby wojskowe, będąc elementem podstawowego ciągu transportowego wschód-zachód, na wypadek wojny z państwami zachodnimi. Prace przygotowawcze ruszyły jesienią 1949, kiedy przystąpiono do budowy mostu w Górze Kalwarii. Budowa linii trwała od 1950 roku, a pierwszy odcinek z Pilawy do Łukowa oddano do użytku 23 maja 1953 roku. Otwarcia całej linii dokonano 1 października 1954. W latach 1955–1965 dobudowano stopniowo na całej linii drugi tor, co zwiększyło przepustowość. Przewozy pasażerskie prowadzono wagonami motorowymi SN52 i następnie SN61. W latach 60. linia S-Ł stała się jedną z najbardziej obciążonych linii kolejowych w kraju. Do końca 1971 roku linię zelektryfikowano. W latach 70. wraz z budową nowych łącznic stworzono Towarową Obwodnicę Warszawy. Ruch pasażerski przejęły od 1972 zespoły EN57. Linią tą prowadzono m.in. pociągi tranzytowe NRD – ZSRR, głównie na potrzeby żołnierzy radzieckich, do czasu wycofania wojsk rosyjskich z Niemiec w połowie lat 90. Od lat 80., w związku z kryzysem gospodarczym, a następnie przemianami politycznymi i gospodarczymi, liczba przewozów na linii zaczęła spadać, a stan infrastruktury zaczął się pogarszać.
Przewozy pasażerskie zawieszono najpierw między Pilawą i Skierniewicami (w 2001), a potem na odcinku Pilawa – Łuków (w 2004, przywrócone na krótko w latach 2007–2008 wagonami motorowymi SA134). Jedynymi pociągami osobowymi są wznowione od 1 czerwca 2009 kursy pociągów osobowych Kolei Mazowieckich relacji Warszawa Wschodnia – Góra Kalwaria przez Czachówek Południowy. 1 czerwca 2010 r. Koleje Mazowieckie zawiesiły ruch lokalny na odcinku Góra Kalwaria – Pilawa. Przed zawieszeniem w relacji Pilawa – Warszawa Wschodnia przez Górę Kalwarię kursowały dwie pary pociągów, a w soboty, niedziele i święta trzy pary pociągów.

## Historia
Decyzję o budowie linii S-Ł podjął Sejm II RP V kadencji przed II wojną światową w formie ustawy z dnia 23 lutego 1939 r. o budowie normalnotorowej kolei Skierniewice – Łuków (Dz.U. z 1939 r. nr 17, poz. 98).

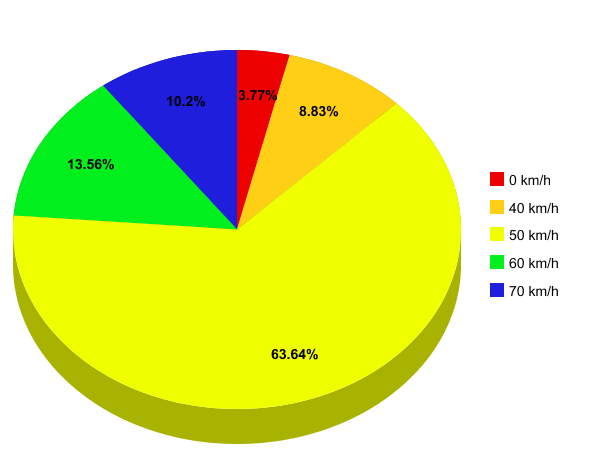
Procentowy udział kilometrów torów z ograniczeniami prędkości w całej linii

## Wykaz maksymalnych prędkości
| odcinek linii | odcinek linii | pociągi pasażerskie        | szyno- busy                | pociągi towarowe           |
| tor 1 (N)     | tor 1 (N)     | tor 1 (N)                  | tor 1 (N)                  | tor 1 (N)                  |
| ------------- | ------------- | -------------------------- | -------------------------- | -------------------------- |
| km pocz.      | km końc.      | prędkość maksymalna [km/h] | prędkość maksymalna [km/h] | prędkość maksymalna [km/h] |
| −0,324        | 0,077         | 80                         | 80                         | 80                         |
| 0,077         | 3,740         | 100                        | 100                        | 80                         |
| 3,740         | 8,870         | 60                         | 60                         | 60                         |
| 8,870         | 66,422        | 70                         | 70                         | 60                         |
| 66,422        | 72,640        | 40                         | 40                         | 40                         |
| 72,640        | 76,435        | 60                         | 60                         | 50                         |
| 76,435        | 98,613        | 50                         | 50                         | 50                         |
| 98,613        | 100,702       | 40                         | 40                         | 40                         |
| 100,702       | 157,800       | 50                         | 50                         | 50                         |
| 157,800       | 158,950       | 70                         | 70                         | 70                         |
| 158,950       | 160,995       | 80                         | 80                         | 80                         |

| odcinek linii | odcinek linii | pociągi pasażerskie        | szyno- busy                | pociągi towarowe           |
| tor 2 (P)     | tor 2 (P)     | tor 2 (P)                  | tor 2 (P)                  | tor 2 (P)                  |
| ------------- | ------------- | -------------------------- | -------------------------- | -------------------------- |
| km pocz.      | km końc.      | prędkość maksymalna [km/h] | prędkość maksymalna [km/h] | prędkość maksymalna [km/h] |
| −0,407        | 0,077         | 80                         | 80                         | 80                         |
| 0,077         | 3,740         | 100                        | 100                        | 80                         |
| 3,740         | 8,870         | 60                         | 60                         | 60                         |
| 8,870         | 13,869        | 50                         | 50                         | 50                         |
| 25,866        | 39,000        | 70                         | 70                         | 60                         |
| 39,000        | 46,780        | 60                         | 60                         | 60                         |
| 46,780        | 67,830        | 40                         | 40                         | 40                         |
| 67,830        | 98,100        | 50                         | 50                         | 50                         |
| 98,100        | 100,702       | 40                         | 40                         | 40                         |
| 100,702       | 157,800       | 50                         | 50                         | 50                         |
| 157,800       | 158,950       | 70                         | 70                         | 70                         |
| 158,950       | 161,160       | 80                         | 80                         | 80                         |